# Kastanjedunrall
Kastanjedunrall (Rallicula rubra) är en fågel i familjen dunrallar inom ordningen tran- och rallfåglar.

## Utseende och läte
Kastanjedunrallen är en rätt liten rall, med djupt kastanjebrun fjäderdräkt. Hanen har brun rygg med vissa svarta vingpennor, medan honan har helsvarta vingar täckta av vita fläckar. Den liknar både arfakdunrall och svartvingad dunrall, men kastanjedunrallen är mindre, hanen saknar både vita teckningar och helmörka vingar, och honan är fläckad på flankens bakre del. Lätet består av hårda raspiga toner och gnisslande ljud.

## Utbredning och systematik
Kastanjedunrallen förekommer enbart på Nya Guinea. Den delas in i tre underarter med följande utbredning:
- Rallicula rubra rubra – förekommer på västra Nya Guinea
- Rallicula rubra klossi – förekommer på västcentrala och centrala Nya Guinea

### Släktes- och familjetillhörighet
Kastanjedunrallen och tre nära släktingar placerades tidigare i släktet Rallina, men genetiska studier visar att de inte är släkt med övriga Rallina-arter. Faktiskt står de istället nära de afrikanska dunrallarna som numera lyfts ut till en egen familj tillsammans med skogsrallarna på Madagaskar i släktet Mentocrex.

## Levnadssätt
Kastanjedunrallen hittas i bergsskogar. Där födosöker den mycket aktivt, till och med frenetiskt, genom att kasta löv och mossa åt sidan för att hitta ryggradslösa djur.

## Status
Arten har ett stort utbredningsområde och internationella naturvårdsunionen IUCN kategoriserar arten som livskraftig. Beståndsutvecklingen är dock oklar.

## Namn
Arten har tidigare kallats papuarall på svenska, men har blivit tilldelat ett nytt namn av BirdLife Sveriges taxonomikommitté efter studier som visar att den egentligen hör till familjen dunrallar.